# إسماعيل الشيخلي
إسماعيل الشيخلي (1924 - 2001) هو فنان تشكيلي عراقي، ولد في منطقة باب الشيخ بغداد 1924.

## دراسته
دخل المدرسة وتنقل بين عدة مدارس منها العوينة ،التسابيل والبتاويين بغداد، وأكمل دراسته في متوسطة الرصافة. حصل على دبلوم معهد الفنون الجميلة في سنة 1945. وفي سنة 1948 سافر إلى باريس لإكمال دراسته في المدرسة الوطنية العليا للفنون الجميلة، وتخرج منها في سنة 1951.

## مسيرته المهنية
عمل مدرساً محاضراً في الإعدادية المركزية للبنين بعد التخرج للسنوات 1945 - 1946. وعمل مدرساً للرسم في معهد الفنون الجميلة لغاية 1968 وهو أول مدرس في فرع الرسم بعد فائق حسن. عمل في أثناء ذلك رئيساً لفرع إعداد المعلمين ومديراً للفنون التشكيلية حتى عام 1970، وفي سنة 1935 قام بتأسيس مرسم للطلبة في كلية الاقتصاد والعلوم السياسية ومُنح لقب «أستاذ فن». عمل في أكاديمية الفنون الجميلة للفترة 1968 - 1978. عمل رئيساً لقسم الفنون التشكيلية في أكاديمية الفنون الجميلة للمدة 1974 - 1978. عمل مديرا عاما لدائرة الفنون التشكيلية بوزارة الثقافة والأعلام 1986.

## إسهاماته
هو أحد المؤسسين لجمعية الفنانين العراقيين في 1956، في سنة 1946 شارك في معرض جمعية اصدقاء الفن، كما شارك في أغلب المعارض الوطنية داخل وخارج العراق. ترأس اللجنة الوطنية للفنون التشكيلية في العراق، وعضو جمعية الفنانين التشكيليين العراقيين 1957، والزميل الأول لجماعة الرواد 1945. أعماله في أثناء مسيرته الفنية جاوزت 1000 عمل.